# 971
Раннє Середньовіччя  •  Епоха вікінгів  •  Золота доба ісламу  •  Реконкіста

## Геополітична ситуація
Візантію очолює Іоанн Цимісхій. Оттон I Великий править у Священній Римській імперії. Західним Франкським королівством править, принаймні формально, Лотар.
Апеннінський півострів розділений між численними державами: північ належить Священній Римській імперії, середню частину займає Папська область, на південь від Римської області лежать невеликі незалежні герцогства, деякі області на півночі та на півдні належать Візантії, інші окупували сарацини. Південь Піренейського півострова займає Кордовський халіфат, у якому править Аль-Хакам II. Північну частину півострова займають королівство Астурія і королівство Галісія та королівство Леон, де править Раміро III. Королівство Англія очолює Едгар Мирний.
У Київській Русі триває правління Святослава Ігоровича. У Польщі править Мешко I. Перше Болгарське царство частково захоплене Візантією. У Хорватії править король Степан Држислав. Великим князем мадярів є Такшонь.
Аббасидський халіфат очолює аль-Муті, в Іфрикії та Єгипті владу утримують Фатіміди, в Середній Азії — Саманіди. У Китаї продовжується правління династії Сун. Значними державами Індії є Пала, держава Раштракутів, Пратіхара, Чола. В Японії триває період Хейан.

## Події
- Похід київського князя Святослава на Візантію завершився поразкою під Доростолом. 23 липня Святослав і візантійський імператор Цимісхій уклали мирну угоду.
- Візантійці змусили болгарського царя Бориса II зректися престолу й оголосили анексію Болгарії. Це призвело до довгої війни між Візантією та Болгарією, що завершилася остаточним падінням Болгарії. Утворилося Західне Болгарське царство.
- Фатіміди відійшли від візантійської на той час Антіохії, яку тримали в облозі. Надалі вони втратили завойовані землі в Сирії внаслідок нападу карматів. Кармати пішли на Єгипет, але Фатіміди змогли дати їм відсіч.
- У Китаї війська династії Сун, озброєні самострілами, розбили армію Південної Хань, в якій використовували бойових слонів. Династія Сун підкорила собі землі Південної Хань.